# 烈血海底城
《烈血海底城》（英語：Leviathan）是一部1989年由乔治·P·科斯马图斯执导、大卫·韦伯·皮普尔斯（David Webb Peoples）和杰布·斯图尔特（Jeb Stuart）编剧的科幻恐怖電影。这是一部美国和意大利的国际联合制作，主演有彼得·威勒、理查德·克里納、厄尼·哈德森、阿曼达·佩斯（Amanda Pays）和丹尼爾·斯特恩，他们饰演海底地质设施的工作人员，被恐怖的变异怪物逐一追杀。电影中的怪物效果由获得奧斯卡獎的特殊效果艺术家斯坦·温斯顿设计。
《烈血海底城》在上映时与其他类似主题的“海底”科幻和恐怖電影《深渊》和《在地心攔截》（均为1989年）等同期上映，获得了影评人的普遍负面评价，他们指出影片与《異形》（1979年）和《突變第三型》（1982年）有许多相似之处。

## 剧情
三海公司CEO马丁女士雇佣了地质学家史蒂文·贝克来监督为期三个月的海底采矿作业。团队成员有格伦·汤普森医生、伊丽莎白·威廉姆斯（威利）、巴兹·帕里什（腹肌）、贾斯汀·琼斯、托尼·德赫苏斯·罗德罗、布里奇特·鲍曼和G.P.·科布。在深海站外工作时，腹肌发现了一艘苏联沉船——“利维坦”号。团队从“利维坦”号中打捞出一个保险箱，里面有几名船员的死亡记录以及船长的影片日志。腹肌还找到了一瓶伏特加，与鲍曼共饮。贝克和汤普森观看了船长的影片，影片讲述了船员们的怪异健康问题。他们还发现“利维坦”号是被故意凿沉的。
第二天早上，腹肌感觉不适，汤普森在他背上发现病变。几个小时后他去世，但汤普森和贝克选择暂时隐瞒以避免恐慌。汤普森检查了其他船员，确认没有人染病，但没有机会检查鲍曼。当贝克和汤普森与陆地上的马丁女士进行会谈时，鲍曼开始感到不适。她发现腹肌的尸体正在变异生长。鲍曼开始掉头发，意识到自己也正在经历相同的变化。贝克和汤普森请求紧急撤离，但马丁报告说水面上有强风暴，将延迟撤离12小时。
汤普森发现鲍曼自杀了。她的尸体被送往醫務室，逐渐与腹肌的尸体融合。汤普森和贝克发现变异的尸体后，决定将它们丢入海中。在他们即将把尸体沖出去时，尸袋开始蠕动。船员们认为里面可能还有人活着，于是打开了它。袋中的怪物抓伤了科布，之后被他们扔了出去。他们意识到“利维坦”号曾对船员进行含有鱼类DNA的突变试验。这种突变因子混入了伏特加，腹肌和鲍曼也因此受害。船在实验失控后被凿沉。
当尸体被抛出时，一条触手被切断，变成了类似七鰓鰻的怪物，在厨房袭击了德赫苏斯。琼斯将厨房的压力门封闭并去求助。虽然他叫科布看门，但在他找武器时，怪物同化了德赫苏斯并撕破厨房的门。然后它生出触手并攻击船员们。
怪物袭击医务室，吞食了冷藏室里的血液和血浆。贝克受到启发，用自己的血液吸引怪物，试着像处理腹肌和鲍曼的怪物一样把它沖出去。汤普森弹射了逃生舱，防止有人逃生并带着突变因子上岸。贝克与马丁女士商讨紧急撤离，马丁承诺他们不会被抛下，但因为飓风无法进行营救。
科布的伤势加重，导致他变异并感染了汤普森。威廉姆斯逃走，贝克和琼斯打算困住怪物。他们逃到站内的另一个地方。团队尝试透过计算机获取天气信息，但被阻止了。威廉姆斯透过公司财务报告得知，三海公司已经宣布他们死亡，将事故归咎为意外。
怪物破坏了重要系统，导致压力骤降引发坍塌。他们决定穿上潜水服逃生。怪物袭击他们，但在贝克逃脱时被电梯压碎。他们浮出水面，见到一片平静的阳光。海岸警卫队的直升机接应他们时，不料第一只突变怪物浮现，试图抓住琼斯。琼斯为防止其逃脱而牺牲，贝克将一个爆破弹扔进怪物嘴中，使其爆炸。
在三海公司的钻油平台上，幸存的两人被马丁接待。马丁微笑着说她相信他们会成功，还问贝克的感受。贝克一拳将马丁打倒，然后回答道：“好多了。”

## 演员
- 彼得·威勒 饰 史蒂文·贝克
- 理查德·克里納 饰 格伦·汤普森医生
- 阿曼达·佩斯 饰 伊丽莎白·威廉姆斯（威利）
- 丹尼爾·斯特恩 饰 巴兹·帕里什（腹肌）
- 厄尼·哈德森 饰 贾斯汀·琼斯
- 迈克尔·卡梅恩 饰 托尼·德赫苏斯·罗德罗
- 丽莎·艾尔巴赫 饰 布里奇特·鲍曼（鲍）
- 赫克托·埃里仲杜 饰 G.P.·科布
- 梅格·福斯特 饰 马丁女士
- 尤金·利宾斯基 饰 俄罗斯船长
- 汤姆·伍德拉夫 饰 领头怪物